# Beni Taymu
Die Beni Taymu (auch Bani Taymu; bny tmyw) waren ein Stamm, der in zwei Inschriften in Hatra genannt wird und wahrscheinlich in der Umgebung der Stadt lebte. Demnach erbauten sie in der Stadt zusammen mit den Stamm der Beni Belʿaqab im Jahr 97/98 n. Chr. einen Tempel (Tempel VIIIa, der dem Herakles geweiht war) und ein Grab (nach 88/89 n. Chr.). Die Beni Taymu sind auch in Inschriften aus dem Wadi Hauran belegt, die in das Jahr 98 n. Chr. datieren. Es ist sonst nichts weiter zu dem Stamm bekannt.